# Alcyon

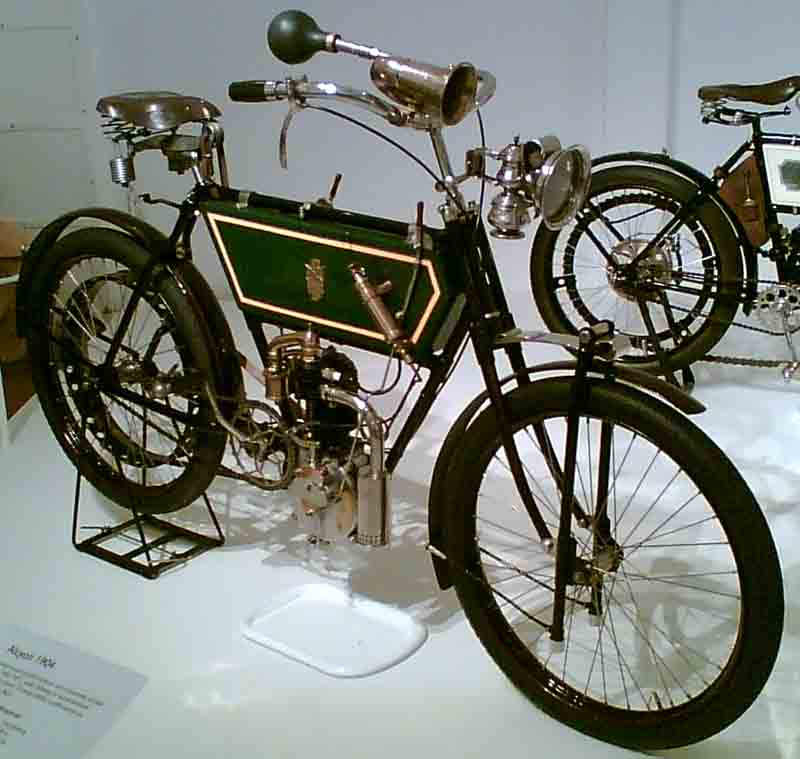
Una bicicleta Alcyon construïda el 1904

Alcyon era un fabricant francès de bicicletes, motocicletes i automòbils actiu entre el 1903 i el 1954, quan Peugeot va adquirir la marca.

## Orígens
Alcyon es va crear el 1890, quan Edmond Gentil va començar la fabricació de bicicletes a Neuilly-sur-Seine, França. El 1902, va iniciar la producció de motocicletes i, el 1906, va presentar els seus primers vehicles a la fira "Mondial de l'Automobile" de París. Aquell mateix any va fundar l'equip professional ciclista Alcyon, que va mantenir-se en actiu fins al 1955, i va aconseguir guanyar sis cops el Tour de França.

## Competicions motociclistes
El 1912, Alcyon va competir a les curses TT de l'illa de Man amb una motocicleta d'un únic cilindre de 348cc; però cap dels dos vehicles va aconseguir acabar la cursa Junior TT.
Alcyon va arribar a l'èxit a França durant els 1920s, amb pilots guanyadors com Marc Jolly, Marcel Mourrier, Jean Durand i Lucien Lemasson. Durant aquest període, la marca de bicicletes va rebre el malnom "l'intrépide Alcyon".

## Voiturettes abans de la Primera Guerra Mundial
El 1906, es van exhibir dos models: un vehicle lleuger per a dues persones amb un motor d'un sol cilindre de 950 cc i un altre més gran per a quatre persones amb un motor d'1,4 litres de quatre cilindres.

## Autocicles entre guerres

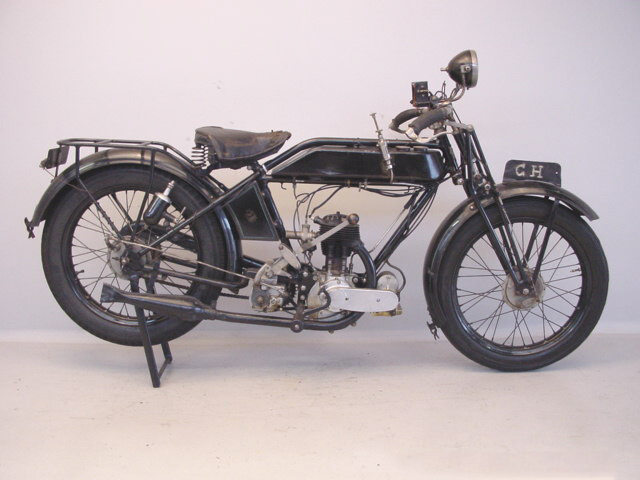
Una motocicleta Alcyon Touriste 350 de JAP (1925)

El 1914, el nom de l'empresa es va canviar a "Automobiles Alcyon". Després de la Primera Guerra Mundial, el primer model fou un omdel de 1914 de quatre cilindres, algunes unitats del qual van ser modificats i venuts com Alycon-GLs i van donar força bons resultats en competició. Tanmateix, el cotxe no va ser un èxit i no es va vendre bé. Per això, el 1923, Alcyon va iniciar la producció d'autocicles, utilitzant motors de 500 cc i un disseny comprat a SIMA-Violeta. Més tard l'empresa va fabricar un altre autocicle amb un disseny similar;però amb un motor d'un cilindre, fet que es va demostrar un fracàs absolut i l'empresa va fer fallida el 1928. Alcyon mai no va tornar a vendre cotxes.